# La Flèche Wallonne Féminine 2024
La Flèche Wallonne Féminine 2024 war die 27. Austragung dieses Straßenrennens für Frauen. Das Rennen fand am 17. April statt, am selben Tag wie das entsprechende Rennen für Männer, und war Teil der UCI Women’s WorldTour.

## Teilnehmende Mannschaften
| UCI Women's WorldTeams (14)- AG Insurance-Soudal Team - Canyon-SRAM Racing - FDJ-Suez - Fenix-Deceuninck - Human Powered Health - Lidl-Trek - Liv AlUla Jayco - Movistar Team - Roland - Team DSM-Firmenich PostNL - SD Worx-Protime - Team Visma \| Lease a Bike - UAE Team ADQ - Uno-X Mobility UCI Women's Continental Teams (10)- Arkea-B&B Hotels women - Bepink-Bongioanni - Chevalmeire - Cofidis - EF Education-Cannondale - Laboral Kutxa-Fundacion Euskadi - Lotto Dstny Ladies - St Michel-Mavic-Auber93 - Team Coop-Repsol - VolkerWessels |
| |

## Streckenführung
Gegenüber dem Vorjahr erfuhr der Parcours einige Änderungen. Er begann nach wie vor in Huy und umfasste zunächst eine rund 110 km lange Runde über das Plateau des Condroz, der Wendepunkt befand sich in Évrehailles (Gemeinde Yvoir). Zurück am Ausgangsort wurde ein erstes Mal die Mauer von Huy befahren, bevor es auf eine 32 km lange Schlussrunde ging. Diese führte auf die Côte d’Ereffe und zurück ins Tal des Hoyoux. Im Gegensatz zum Vorjahr wurde dann die Côte de Cherave ausgelassen, das Peloton fuhr direkt zurück nach Huy und zur „Mauer“, mit deren Anstieg das Rennen endete.

## Rennverlauf und Ergebnis
Der Start erfolgte bei starken Regenfällen und niedrigen Temperaturen, doch besserte sich das Wetter während des Rennens, auf den letzten 30 Kilometern kam gar die Sonne wieder heraus. Das Rennen nahm den erwarteten Verlauf: Eine dreiköpfige Ausreißergruppe (Sara Martín, Julie Van de Velde und Elena Hartmann) erhielt bis zu fünf Minuten Vorsprung, wurde aber auf den letzten 10 Kilometern eingeholt. Einige späte Angriffsversuche blieben kurzlebig, so dass ein geschlossenes Feld von 50 Fahrerinnen den Schlussanstieg begann. Auf diesem machte Demi Vollering das Tempo, dicht gefolgt von Katarzyna Niewiadoma und Elisa Longo Borghini. Auf den letzten 200 Metern beschleunigte Niewiadoma und gewann ihr erstes großes Straßenrennen seit dem Amstel Gold Race 2019.
| \| Gesamtwertung \| Gesamtwertung \| Gesamtwertung \| Gesamtwertung \| Gesamtwertung \| \| Fahrerin \| Fahrerin \| Land \| Team \| Zeit \| \| ------------- \| -------------------- \| ------------- \| ------------------------------- \| --------------- \| \| 1. \| Katarzyna Niewiadoma \| Polen \| Canyon-SRAM Racing \| 3 h 55 min 29 s \| \| 2. \| Demi Vollering \| Niederlande \| SD Worx-Protime \| + 2 s \| \| 3. \| Elisa Longo Borghini \| Italien \| Lidl-Trek \| + 4 s \| \| 4. \| Évita Muzic \| Frankreich \| FDJ-Suez \| + 7 s \| \| 5. \| Ashleigh Moolman \| Südarfika \| AG Insurance-Soudal Team \| + 11 s \| \| 6. \| Pauliena Rooijakkers \| Niederlande \| Fenix-Deceuninck \| + 15 s \| \| 7. \| Juliette Labous \| Frankreich \| Team dsm-firmenich PostNL \| + 19 s \| \| 8. \| Fem van Empel \| Niederlande \| Team Visma \\| Lease a Bike \| + 24 s \| \| 9. \| Marta Cavalli \| Italien \| FDJ-Suez \| + 27 s \| \| 10. \| Ane Santesteban \| Spanien \| Laboral Kutxa-Fundación Euskadi \| + 27 s \| |                      |             |                                 |                 |
| |                      |             |                                 |                 |
| Quelle: ProCyclingStats |                      |             |                                 |                 |
| Gesamtwertung |                      |             |                                 |                 |
| Fahrerin | Fahrerin             | Land        | Team                            | Zeit            |
| 1. | Katarzyna Niewiadoma | Polen       | Canyon-SRAM Racing              | 3 h 55 min 29 s |
| 2. | Demi Vollering       | Niederlande | SD Worx-Protime                 | + 2 s           |
| 3. | Elisa Longo Borghini | Italien     | Lidl-Trek                       | + 4 s           |
| 4. | Évita Muzic          | Frankreich  | FDJ-Suez                        | + 7 s           |
| 5. | Ashleigh Moolman     | Südarfika   | AG Insurance-Soudal Team        | + 11 s          |
| 6. | Pauliena Rooijakkers | Niederlande | Fenix-Deceuninck                | + 15 s          |
| 7. | Juliette Labous      | Frankreich  | Team dsm-firmenich PostNL       | + 19 s          |
| 8. | Fem van Empel        | Niederlande | Team Visma \| Lease a Bike      | + 24 s          |
| 9. | Marta Cavalli        | Italien     | FDJ-Suez                        | + 27 s          |
| 10. | Ane Santesteban      | Spanien     | Laboral Kutxa-Fundación Euskadi | + 27 s          |